# Friede Springer
Friede Springer, nata Friede Riewerts (Oldsum, 15 agosto 1942), è un'editrice e politica tedesca, vedova di Axel Springer. È la principale proprietaria del conglomerato mediatico Axel Springer SE, e quindi dei quotidiani  Bild e di Die Welt, della rete televisiva 
N24 (rinominata Welt) e del'agenzia di notizie digitali Business Insider (ora rinominata Insider) con sede a New York. Axel Springer è stata quotata in borsa nel 1985. Nel 2020 è tornata privata in un'operazione di buyout finanziata da KKR.  Friede Springer fa parte dell'Unione Cristiano-Democratica di Germania.
È una delle persone più ricche della Germania con un patrimonio, secondo Forbes, di 3,1 miliardi di dollari nell'agosto 2024.

## Biografia
Friede Springer, nata a Oldsum sull'isola di Föhr, è la figlia di un maestro giardiniere frisone e di una responsabile delle pulizie. Dopo la scuola, fece un apprendistato come impiegata d'albergo, che interruppe,[1] prima di trovare lavoro come tata nella casa dell'editore Axel Springer ad Amburgo-Blankenese dal 1965. Nel 1978 divenne la quinta moglie di Springer.
Nella casa dei genitori di Friede Springer si parlava il Fering, un dialetto della Frisia settentrionale. Appartiene alla Chiesa Evangelica Luterana Indipendente.

## Attività imprenditoriali
Dopo la morte di Springer nel 1985, lei, come i figli e i nipoti dei precedenti matrimoni di Springer, ereditò le azioni della casa editrice Axel Springer. A quel tempo, l'editore possedeva ancora il 26,1 per cento, il resto era detenuto dal cineasta bavarese Leo Kirch, dalla famiglia Burda e da vari piccoli azionisti.
Sotto la sua guida, gli eredi Springer riacquistarono il 26% delle azioni dei fratelli Burda nel 1988 per circa 500 milioni di marchi. Burda aveva pagato la metà per il 24,9% delle azioni cinque anni prima. Dopo che i figli e i nipoti di Springer si ribellarono, lei pagò i membri della famiglia e quindi prese le loro quote. Nel 2002 Friede Springer ha nominato Mathias Döpfner nuovo presidente del consiglio di amministrazione. Ha guidato il Gruppo Springer fuori dalla crisi e dagli stretti legami con l'imprenditore di Monaco Leo Kirch.
A partire dal 2012, Friede Springer deteneva il 5% delle azioni di Axel Springer SE, ma soprattutto il 90% delle azioni di Axel Springer-Gesellschaft für Publizistik GmbH & Co., che a sua volta detiene una partecipazione del 47,3% in Axel Springer SE. Ricopre il ruolo di Vice Presidente del Consiglio di Sorveglianza del secondo gruppo mediatico tedesco dopo Bertelsmann SE & Co. KGaA. Il 24 settembre 2020, Axel Springer SE ha annunciato che Springer avrebbe trasferito gran parte delle sue azioni del gruppo mediatico al CEO Mathias Döpfner e avrebbe ceduto anche i diritti di voto sul suo restante blocco di azioni. Springer ha venduto una quota di circa il 4,1% del gruppo a Döpfner e gli ha anche trasferito circa il 15% delle sue azioni come dono, in modo che in futuro controlleranno ciascuno circa il 22%. 
Friede Springer è anche Presidente del consiglio di amministrazione della Fondazione Axel Springer senza scopo di lucro e fondatrice e membro del onsiglio di mministrazione della Friede Springer Foundation e della Friede Springer Herz Foundation.

## Politica
Springer mantiene buoni contatti con l'ex cancelliere tedesco Angela Merkel. In qualità di membro del 12°, 13°, 14°, 15°, 16° e 17° Congresso Federale, ha partecipato all'elezione del Presidente Federale della CDU nel 2004, 2009, 2010, 2012, 2017 e 2022. Oltre a Horst Köhler, ex presidente federale, il consiglio di amministrazione della Friede Springer Foundation, composto da sette membri, comprende anche Joachim Sauer, marito di Angela Merkel.

## Riconoscimenti
Nel 1988 Friede Springer è stata insignita dell'Ordine al Merito dello Stato di Berlino, nel 1996 della Gran Croce al Merito e nel 2004 dell'Ordine al Merito della Baviera. Nel 2008 è stata insignita della Gran Croce al Merito della Repubblica Federale di Germania con la Stella.
Nel 2000 ha ricevuto il Premio Leo Baeck, il più alto riconoscimento del Consiglio centrale degli ebrei in Germania. Ha ricevuto un dottorato onorario dall'Università Ben-Gurion del Negev a Be'er Sheva, Israele, il 13 maggio 2002, e il Premio del Museo Ebraico di Berlino per la Comprensione e la Tolleranza nel 2003. Nel 2012, Springer è stato insignito della Medaglia Moses Mendelssohn dal Moses Mendelssohn Center for European-Jewish Studies.  Il 15 settembre 2014 ha accettato il Premio Theodor Herzl del Congresso Ebraico Mondiale al Museo Ebraico di Berlino a nome del suo defunto marito Axel Springer. 
Nel 2009 le è stato conferito il premio della Fondazione Hermann Ehlers. Nel 2012 ha ricevuto la Medaglia per i servizi alle fondazioni dall'Associazione delle fondazioni tedesche.  Nel 2012 è stata insignita della Medaglia Leibniz dell'Accademia delle Scienze e delle Scienze e delle Scienze Umane di Berlino-Brandeburgo e nel 2015 è stata insignita del Premio per l'Economia Sociale di Mercato dalla Fondazione Konrad Adenauer. 
Il 9 novembre 2017 ha ricevuto il premio della Società Tedesca e. V. per i servizi resi alla comprensione tedesca ed europea.
A causa del suo impegno per Israele e il dialogo arabo-ebraico, l'Università ebraica di Gerusalemme le ha conferito un dottorato honoris causa nel 2019. 
L'8 ottobre 2019, Springer è stata insignita dell'Ordine al Merito dello Stato della Sassonia-Anhalt per il suo impegno sociale e culturale.
Il 10 ottobre 2020, Springer è stato insignito del Freedom Prize della Friedrich Naumann Foundation. Secondo la motivazione della giuria, ha ricevuto questo premio per il suo impegno di una vita a favore della libertà di stampa e della promozione della tolleranza e della coesione sociale in Germania.